# Совет представителей (Бахрейн)
Совет представителей (араб. مجلس النواب البحريني‎, Меджлис ан-нуваб), иногда также называемый Палатой депутатов, является нижней палатой Национального собрания Бахрейна, главного законодательного органа Бахрейна.
Тело было создано Конституцией Бахрейна 2002 года. Совет состоит из сорока членов, избираемых всеобщим голосованием.
Сорок мест Совета представителей вместе с сорока назначенными на должность членами Консультативного совета образуют Национальное собрание Бахрейна.
Нынешним председателем Совета является Халифа Аль-Дхахрани. Последние выборы в Совет состоялись в ноябре 2014 года.

## Полномочия
В марте 2012 года Совет представителей Бахрейна проголосовал за отказ от королевского указа, изданного королем Хамадом бин Исой Аль Халифой, впервые после восстановления деятельности Совета в 2002 году. Королевский указ предусматривал увеличить долю правительства с 20% до 50%, трудового фонда страны. Это было отклонено депутатами от многих сторон, которые отказались предоставить правительству доступ к этим средствам.

## Результаты выборов

### 2014
Результаты выборов в Совет представителей Бахрейна 22 и 29 ноября 2014 года
| партия                                                                                      | партия                          | Идеология            | Кол-во кандидатов | Избраны в первом туре | Выбыли | Избрано во втором туре | Избрано всего | Избрано на прошлых выборах | Изменения |
| ------------------------------------------------------------------------------------------- | ------------------------------- | -------------------- | ----------------- | --------------------- | ------ | ---------------------- | ------------- | -------------------------- | --------- |
|                                                                                             | Аль-Асалах                      | суннистская салафия  | 6                 | 1                     | 3      | 1                      | 2             | 3                          | ▼1        |
|                                                                                             | Аль-Менбар Исламское сообщество | суннистский исламизм | 5                 | -                     | 4      | 1                      | 1             | 2                          | ▼1        |
|                                                                                             | Аль-Митхак                      | исламский либерализм | 3                 | -                     | 2      | -                      | -             | -                          | ▬         |
|                                                                                             | Аль-Васат                       |                      | 4                 | -                     | 2      | -                      | -             | -                          | ▬         |
|                                                                                             | Аль-Ватан                       |                      | 10                | -                     | 2      | -                      | -             | -                          | ▬         |
|                                                                                             | Аль-Васат-аль-Араби             |                      | 1                 | -                     | 1      | -                      | -             | -                          | ▬         |
|                                                                                             | Собрание национального единства |                      | 7                 | -                     | -      | -                      | -             | -                          | ▬         |
|                                                                                             | Аль-Февак                       | шиитский исламизм    | -                 | -                     | -      | -                      | -             | 18                         | ▼18       |
|                                                                                             | Беспартийные                    |                      | 230               | 5                     | 54     | 32                     | 37            | 17                         | ▲20       |
|                                                                                             | Всего                           | Всего                | 266               | 6                     | 68     | 34                     | 40            | 40                         |           |
|                                                                                             |                                 |                      |                   |                       |        |                        |               |                            |           |
| Источник: Bahrain's political societies lose big in polls. Gulf Daily News. 30 ноября 2014. |                                 |                      |                   |                       |        |                        |               |                            |           |

### 2012
Результаты выборов в Совет представителей Бахрейна 
| Партия                                               | Партия       | Идеология           | Мест получено |
| ---------------------------------------------------- | ------------ | ------------------- | ------------- |
|                                                      | Аль-Вефак    | шиитский исламизм   | 0             |
|                                                      | Аль-Асалах   | суннитская салафия  | 2             |
|                                                      | Аль-Менбар   | суннитский исламизм | 2             |
|                                                      | Беспартийные |                     | 36            |
|                                                      | Всего        | Всего               | 40            |
|                                                      |              |                     |               |
| Источник: Bahrain Council of Representatives website |              |                     |               |

### 2010
Результаты выборов в Совет представителей Бахрейна 23 и 30 октября 2010 года
| Партия                                                                      | Партия       | Идеология           | Мест получено |
| --------------------------------------------------------------------------- | ------------ | ------------------- | ------------- |
|                                                                             | Аль-Вефак    | шиитский исламизм   | 18            |
|                                                                             | Аль-Асалах   | суннитская салафия  | 3             |
|                                                                             | Аль-Менбар   | суннитский исламизм | 2             |
|                                                                             | Беспартийные |                     | 17            |
|                                                                             | Всего        | Всего               | 40            |
|                                                                             |              |                     |               |
| Источник: Independents the biggest winners. Gulf Daily News. 1 ноября 2010. |              |                     |               |